# Орохидрография на Македония
„Орохидрография на Македония“ е книга на видния български географ и политик Васил Кънчов. Отпечатана е и издадена на български език в пловдивската печатница „Христо Г. Данов“ през 1911 година. Издадена е посмъртно от Българското книжовно дружество в София, под редакцията на професор Анастас Иширков.
Основна тема на книгата е орохидрографията на Македония, която според автора е трудна за дефиниране географски или административно, и се дефинира чрез самоидентификация на населението. Според него „местните българи и куцовласи се наричат сами македонци и околните народи ги наричат така, докато турците, арнаутите и гърците от Македония – не се наричат македонци, но използват „Македония“ за обозначане на родната страна“.